# Шомівська сільська рада
Шо́мівська сільська́ ра́да — адміністративно-територіальна одиниця та орган місцевого самоврядування в Берегівському районі Закарпатської області. Адміністративний центр — село Шом.

## Населені пункти
Сільській раді підпорядковані населені пункти:
- с. Шом
- с. Каштаново

## Склад ради
Рада складається з 16 депутатів та голови.
- Голова ради: Гегедюш Аттіла Андрійович
- Секретар ради: Горват Єва Андріївна

### Керівний склад попередніх скликань
| Прізвище, ім'я, по батькові | Основні відомості                                               | Дата обрання | Дата звільнення |
| --------------------------- | --------------------------------------------------------------- | ------------ | --------------- |
| Кидибиц Левенте Юлійович    | Сільський голова, 1967 року народження                          | 26.03.2006   | 31.10.2010      |
| Гегедюш Аттіла Андрійович   | Сільський голова, 1967 року народження, освіта середня загальна | 31.10.2010   |                 |

Примітка: таблиця складена за даними сайту Верховної Ради України

### Депутати
За результатами місцевих виборів 2010 року депутатами ради стали:

#### За суб'єктами висування
| Суб'єкт висування | Кількість обраних депутатів | %    |
| ----------------- | --------------------------- | ---- |
| Самовисування     | 15                          | 93,8 |
| Партія регіонів   | 1                           | 6,3  |

#### За округами
| № округу        | Прізвище, ім'я, по батькові     | Дата визнання обраним | Освіта             | Партійна приналежність | Відомості про обраного депутата                          |
| --------------- | ------------------------------- | --------------------- | ------------------ | ---------------------- | -------------------------------------------------------- |
| Партія регіонів |                                 |                       |                    |                        |                                                          |
| 15              | Вашкеба Іван Федорович          | 02.11.2010            | середня спеціальна | позапартійний          | управління водного господарства м.Берегово, оператор     |
| Самовисування   |                                 |                       |                    |                        |                                                          |
| 1               | Деме Лойош Лойошович            | 02.11.2010            | вища               | позапартійний          | загальноосвітня школа с. Запсонь, вчитель                |
| 2               | Фаркаш Ернест Ернестович        | 02.11.2010            | середня            | позапартійний          | тимчасово не працює                                      |
| 3               | Барта Людвик Альбертович        | 02.11.2010            | вища               | позапартійний          | фермерське господарство "Барта Л.А.", голова             |
| 4               | Попович Василь Михайлович       | 02.11.2010            | середня спеціальна | позапартійний          | Берегівський держспецлісгосп, лісник                     |
| 5               | Гусар Янош Яношович             | 02.11.2010            | середня            | позапартійний          | фермерське господарство "Гусар", голова                  |
| 6               | Горват Єва Андріївна            | 02.11.2010            | вища               | позапартійна           | Шомівська сільська рада, секретар                        |
| 7               | Шімон Йожеф Лайошович           | 02.11.2010            | середня            | позапартійний          | ВЧД-10ППВ ст.Батьово, слюсар                             |
| 8               | Ковдуш Гейзо Гейзович           | 02.11.2010            | середня            | позапартійний          | тимчасово не працює                                      |
| 9               | Кедебец Аттіло Тіборович        | 02.11.2010            | вища               | позапартійний          | загальноосвітня школа с. Шом, директор                   |
| 10              | Товт Лойош Людвикович           | 02.11.2010            | середня спеціальна | позапартійний          | локомотивне ДЕПО м.Мукачеве, машиніст                    |
| 11              | Шаркезі Олександр Олександрович | 02.11.2010            | середня спеціальна | позапартійний          | приватний підприємець                                    |
| 12              | Вереш Йожеф Бенямінович         | 02.11.2010            | вища               | позапартійний          | фельдшерсько-акушерський пункт с. Шом, завідувач         |
| 13              | Шаркезі Іштван Дюлович          | 02.11.2010            | середня            | позапартійний          | загальноосвітня школа с. Шом, механік                    |
| 14              | Бритвак Людмила Вікторівна      | 02.11.2010            | вища               | позапартійна           | фельдшерсько-акушерський пункт с. Каштаново, завідувачка |
| 16              | Болдижар Еміль Емілович         | 02.11.2010            | вища               | позапартійний          | Берегівська ЦРЛ, юрисконсульт                            |